# Megachile variplantis
Megachile variplantis är en biart som beskrevs av Joseph Vachal 1909. Megachile variplantis ingår i släktet tapetserarbin, och familjen buksamlarbin. Inga underarter finns listade i Catalogue of Life.